# Urogynäkologie
Die Urogynäkologie  ist das urologische Feld der Frauenheilkunde.

## Arbeitsfeld
Mit dem Fachbegriff Urogynäkologie wird ein komplexer Teilbereich der Gynäkologie bezeichnet. Grundlagen sind die Anatomie, Physiologie und Pathophysiologie des weiblichen urorektogenitalen Systems. Zentrale Bedeutung hat der (durch Schwangerschaften und Geburten strapazierte) Beckenboden. Die Probleme werden oft beschwiegen. In der operativen Behandlung müssen Gynäkologen, Urologen und Viszeralchirurgen einvernehmlich zusammenarbeiten, auch wenn Zuständigkeitskonflikte in der Natur der Sache liegen („Gynäkologische Urologie“). Den klinischen Alltag bestimmen unterschiedliche Formen von Harninkontinenz und Senkungsbeschwerden von Enddarm, Gebärmutter, Vagina und Harnblase. Rektovaginale Fisteln, urethrovaginale Fisteln und vesikovaginale Fisteln sind weite und heikle Arbeitsfelder. Besonders in Afrika spielen sie eine große Rolle. Das Addis Ababa Fistula Hospital ist eine darauf spezialisierte Klinik.

## Pioniere der Urogynäkologie und der gynäkologischen Urologie
- Antoine-Joseph Jobert de Lamballe (1799–1867), Paris
- Gustav Simon (1824–1876), Rostock, Heidelberg
- Heinrich Fritsch (1844–1915), Breslau, Bonn
- Alwin Mackenrodt (1859–1925), Berlin[2]
- Wilhelm Latzko (1863–1945), Wien
- Walter Stoeckel (1871–1961), Marburg, Kiel, Leipzig, Berlin
- Felix von Mikulicz-Radecki (1892–1966), Königsberg, Flensburg, Berlin
- Karl Burger (1893–1962), Würzburg
- Wolfgang Fischer, Ost-Berlin
- Kurt Richter (1915–1989), München[1]
- Eckhard Petri (1949–2019), Idar-Oberstein, Schwerin, Greifswald
- Thomas Dimpfl (* 1961), Kassel